# Andrzej Novak-Zempliński
Andrzej Novak-Zempliński (ur. 1949 roku w Olsztynie), artysta malarz. Studiował na Uniwersytecie Mikołaja Kopernika w Toruniu i Akademii Sztuk Pięknych w Warszawie w pracowni profesorów Michała Byliny i Ludwika Maciąga.
Uprawia malarstwo sztalugowe, oraz zajmuje się projektowaniem architektonicznym i założeń ogrodowych. Głównym tematem jego malarstwa są konie i pejzaże z elementami architektury. Jednym z tematów bogatej twórczości były portrety janowskich arabów, malowanych na specjalne zamówienia ich nowych właścicieli, np. ogier Bask doczekał się trzech portretów tego artysty. Tematyka prac malarskich związana jest głównie z wizerunkiem konia w różnych aspektach użytkowania. Są to więc portrety koni zasłużonych w hodowli, wybitnych koni wyścigowych oraz koni wierzchowych i zaprzęgowych, w pracy, w stajni, na pastwisku, podczas końskich jarmarków oraz w scenach batalistycznych, jak: "Wiedeń 1863", czy "Bzura - krajobraz po bitwie". 
Andrzej Novak-Zempliński jest właścicielem starannie odnowionego neoklasycystycznego dworu w Tułowicach, za którego restaurację otrzymał w 1986 nagrodę Europa Nostra w zakresie działań na rzecz zachowania dziedzictwa kulturowego. Jest laureatem Nagrody Hetmana Kolekcjonerów Polskich Jerzego Dunin-Borkowskiego (2004). W 2022 r. otrzymał Złotą Odznakę "Za opiekę nad zabytkami", zaś w 2024 r. Brązowy Medal „Zasłużony Kulturze Gloria Artis” .
Posiada unikalną kolekcję dworskich pojazdów konnych z XIX i początku XX w., uprzęży i akcesoriów zaprzęgowych. Pasja kolekcjonerska pozwoliła stworzyć artyście doskonałe obrazy, na których rozpoznajemy zapomniane już dzisiaj powozy, jak: linijkę, kocz wysoki, czy vis-à-vis. Połowa z ponad dwudziestu pojazdów ma ustalone pochodzenie. Pojazdy są udostępniane zwiedzającym.

## Publikacje
- Konie w twórczości Andrzeja Novak-Zemplińskiego, rok wydania 1987
- Życie wokół koni, rok wydania 2023[6]